# Fun In Acapulco (album)
Fun In Acapulco er et album fra november 1963 med Elvis Presley, udgivet af RCA med nummeret RCA LPM/LSP-2756. (LPM/LSP er RCA's angivelse af, om albummet er indspillet i hhv. Mono eller Stereo).
Albummet, i form af en LP, kom på gaden samtidig med Presley-filmen Fun In Acapulco.

## Personerne bag albummet
Folkene bag LP'en er:
- Elvis Presley, sang
- Scotty Moore, guitar
- Barney Kessel, guitar
- Grady Martin, guitar
- Jerry Kennedy, guitar
- Harold Bradley. guitar
- Tiny Timbrell, guitar og mandolin
- Floyd Cramer, klaver
- Dudley Brooks, klaver
- Ray Siegel, bas
- Bob Moore, bas
- D.J. Fontana, trommer
- Murrey "Buddy" Harman, trommer
- Hal Blaine, trommer
- Emiel Radocchia, trommer
- Homer "Boots" Randolph, saxofon
- Anthony Terran, trompet
- Rudolph D. Lorea, trompet
- The Jordanaires, kor
- Millie Kirkham, kor
- Joe Babcock, kor
- The Amigos, kor

## Sangene
Albummets 13 sange blev alle indspillet i perioden 22. januar – 27. maj 1963 hos Radio Recorders i Hollywood og i RCA's Studio B i Nashville. Alle sangene blev sunget af Elvis Presley. Udover de 11 sange, der var indlagt i filmen, rummede albummet to såkaldte 'bonussange'.
LP'en indeholdt flg. numre:

### Side 1
- "Fun In Acapulco" (Ben Weisman, Sid Wayne)
- "Vino, Dinero Y Amor" (Roy C. Bennett, Sid Tepper)
- "Mexico" (Roy C. Bennett, Sid Tepper)
- "El Toro" (Bernie Baum, Bill Giant, Florence Kaye)
- "Marguerita" (Don Robertson)
- "The Bullfighter Was A Lady" (Roy C. Bennett, Sid Tepper)
- "No Room To Rhumba In A Sports Car" (Dick Manning, Fred Wise)

### Side 2
- "I Think I'm Gonna Like It Here" (Don Robertson, Hal Blair)
- "Bossa Nova Baby" (Jerry Leiber, Mike Stoller)
- "You Can't Say No In Acapulco" (Dolores Fuller, Lee Morris, Sid Feller)
- "Guadalajara" (Pepe Guizar)
- "Love Me Tonight" (Don Robertson) ('bonussang')
- "Slowly But Surely" (Ben Weisman, Sid Wayne) ('bonussang')

I Danmark er det især "Bossa Nova Baby" og "Mexico" der huskes af et bredere publikum. De blev begge indspillet i Hollywood den 22. januar 1963.
De to 'bonussange' er begge på Elvis-albummet The Lost Album. Endvidere er "Slowly But Surely" anvendt i Elvis-filmen Tickle Me fra 1965.